# Jean-Claude Rivière
Pour l’article ayant un titre homophone, voir Jean-Claude Rivierre.
Jean-Claude Rivière, né à Mesnils-sur-Iton le 5 mars 1930 et mort à Selles-Saint-Denis le 6 avril 2017,, est un philologue et médiéviste français, connu pour ses travaux consacrés au vocabulaire de Frédéric Mistral. Il est actif en politique en co-fondant le GRECE et en tant que rédacteur du journal d'extrême-droite Europe-Action.

## Biographie
Après des études à l'Institut d'études provençales de la Sorbonne, iil soutient une thèse de littérature française en 1972, puis consacre en 1977 sa thèse de linguistique à l'analyse lexicale de son œuvre, dans Sens et poésie. Etude lexicale de l'œuvre poétique de Frederic Mistral, qui est édité aux éditions CID en 1989 et préfacée par Charles Rostaing. Étudiant l'ensemble des écrits de Mistral, depuis Li Meissoun  (1848) jusqu'à Lis Oulivados (1912), mettant en regard le travail de « Mistral le lexicologue » — à travers Lou Tresor dóu Felibrige — et celui de « Mistral l'écrivain », il y analyse les différentes strates de vocabulaire utilisé sur des champs limités et démonte le reproche quelquefois fait à Mistral qu'il serait l'inventeur d'une koinè. Le second tome comporte un glossaire exhaustif.
Il est par ailleurs l'auteur d'une Anthologie des troubadours auvergnats en 1974, et a édité avec Philippe Olivier cinq séries de textes anciens en dialecte du Cantal, sa région d'origine.
Enseignant à l'Université de Nantes, il est exclu de l'Université 1986 à cause de sa participation au jury de la thèse révisionniste d'Henri Roques. Après un an de suspension avec traitement, il rejoint le Centre National d'Enseignement à Distance.

## Ouvrages
- Le Vocabulaire de Frédéric Mistral dans ses œuvres poétiques (thèse de lettres), Paris, Université de la Sorbonne, 1977, 2 vol.
- Langues et pays d'oc, Toulon, L'Astrado, coll. « L'Ideio provençalo », 1980, 39 p. (ISBN 2-85391-029-6).
- La subversion et les langues régionales, Union nationale inter-universitaire, 1984, 45 p. (ISBN 2-905086-05-X).
- Microtoponymie de la commune de Vebret (Cantal), Paris, L'Harmattan, coll. « Nomino ergo sum », 2015, 312 p. (ISBN 978-2-343-06359-1).

### Éditions de textes
- (fr + oc) Les Troubadours auvergnats, Clermont-Ferrand, Cercle occitan d'Auvergne, coll. « Notre patrimoine » (no 2), 1974, 135 p..
- (oc + fr) « Raimond Bistortz d'Arles » (trad. Philippe Blanchet), L'Astrado, no 21,‎ 1986, p. 29-72.